# Хуан Мартин Диес
Хуан Мартин Диес (на испански: Juan Martín Díez), с прякор El Empecinado (Непоколебимият), е испански военен деец, известен с приносите си за страната в Полуостровната война.

## Ранен живот
Диес е роден в Кастрильо де Дуеро, провинция Валядолид на 5 септември 1775 г. Той е фермер и къщата му все още съществува на първоначалното си място. Хората от Кастрильо често са наричани empecinados.
На 18-годишна възраст, Диес участва в кампанията в Русийон в Пиренейската война (1793 – 1795).
След нашествието на французите, Диес организира отряд войници, съставен от негови приятели и дори членове на собственото му семейство. Отрядът действа най-вече по пътя между Мадрид и Бургос. По-късно, той воюва заедно с испанската армия в битките при Кабесон и Медина де Риосеко.